# Philippe Gardent (rokometaš)
Philippe Gardent, francoski rokometaš, * 15. marec 1964, Belleville.
Leta 1992 je na poletnih olimpijskih igrah v Barceloni v sestavi francoske reprezentance osvojil bronasto olimpijsko medaljo.